# Magín Lladós y Rius
Magín Lladós y Rius (Barcelona, 26 de diciembre de 1839-Barcelona, 5 de diciembre de 1896) fue un ingeniero industrial y político español, diputado a Cortes durante el Sexenio Democrático.

## Biografía
Nacido en Barcelona el 26 de diciembre de 1839, obtuvo escaño de diputado a Cortes por el distrito de Tarragona en las elecciones de abril de 1872, durante el Sexenio Democrático. Fue fundador en Madrid de El Porvenir Industrial, de corta vida, y en Barcelona de El Porvenir de la Industria, con mayor éxito. Falleció en su ciudad natal el 5 de diciembre de 1896.